# Kalibak
Kalibak è un personaggio immaginario, una divinità e supercriminale della DC Comics. Creato da Jack Kirby, il personaggio fece la sua comparsa in New Gods numero 1 (Febbraio 1971). Kalibak è il figlio primogenito di Darkseid e uno dei principali nemici di Superman e della Justice League.

## Biografia del personaggio
Kalibak è il primogenito di Darkseid e Suli. Sua madre Suli viene uccisa da Desaad, agendo sotto ordine della nonna di Kalibak, la Regina Heggra. Kalibak divenne un guerriero leggendario, e spesso funge da comandante in seconda di Darkseid. Dopo che Darkseid ruppe il patto di pace con la Nuova Genesi, il pianeta rivale di Apokolips, aiutò suo padre nella battaglia conseguente.
Kalibak viene spesso raffigurato contro Orion, e dopo numerosi scontri vennero a sapere di essere fratellastri. Questo alimentò la rabbia di Kalibak verso Orion, per il fatto che Darkseid lo valutava di più. A differenza di Orion, Kalibak segretamente agognava l'amore di suo padre, e fu mostrato un suo lato gentile completamente sommerso dalla sua bruttezza esteriore, che lui costantemente tenne nascosto, perché avrebbe potuto essere una debolezza su Apokolips, e soggetto di gravi punizioni. Da parte sua, Darkseid è molto più indulgente verso i fallimenti di Kalibak più di quanto lo sia verso quelli dei suoi servi – dopo averlo ucciso, lo riporta in vita; ciò è implicito in quanto il suo primogenito è la persona più amata da Darkseid.
Ad un certo punto, Kalibak si sentì disperato abbastanza da sfidare Orion senza il consenso di Darkseid. I piani di Kalibak fallirono, e uccise il suo complice Desaad, per coprire le tracce. Darkseid non fu contento quando lo scoprì, e ridusse suo figlio ad un mucchio di cenere. Dopo un po' di tempo, Darkseid lo resuscitò, sperando che avesse imparato la lezione.
Kalibak passò un po' di tempo nelle prigioni di Apokolips, su ordine di Darkseid. In Orion numero 1 (Giugno 2000), Darkseid si trovava sulla Terra quando Orion invase Apokolips. Justeen, un servo di Desaad, liberò Kalibak dalla sua prigionia per farlo battere di nuovo contro Orion. Kalibak venne rapidamente sottomesso, ma non gli importò molto se Orion partì per battersi con Darkseid e Kalibak sperò di riottenere i suoi poteri.
Durante il grande incidente universale Genesi, le forze di Apokolips, Kalibak incluso, invasero la Terra. In Young Heroes in Love numero 5, Kalibak e la sua piccola squadra di parademoni vengono sconfitti dal leader dei Young Heroes, il telecinetico e telepatico Hard Drive.
Kalibak viene ucciso da suo zio, Infinity-Man, che uccise i residenti di Apokolips e Nuova Genesi come agente del Source Wall, in Death of the New Gods.
In Crisi infinita, il nuovo Quinto Mondo e la versione umana di Kalibak compaiono a fianco di Darkseid apparentemente in una nuova forma insieme a suo padre e all'umano Kanto. Questa versione viene sostituita da una versione più somigliante a una tigre, costruita da Simyan e Mokkari. Egli guida una squadra di soldati tigre contro gli eroi in Blüdheaven, ma viene ucciso in battaglia da Rosso Boccalarga, e prima di morire implorò i suoi soldati di aiutarlo, ma essi si rifiutarono in quanto seguivano solo i forti. Alla fine si inginocchiarono a Boccalarga quando Kalibak morì.

## Poteri e abilità
In termini di pura forza fisica, Kalibak è uno dei personaggi più potenti di tutto l'universo DC Comics.
Kalibak ha forza, resistenza, velocità, agilità e riflessi sovrumani, una totale immunità a qualunque tipo di malattia e la capacità di sopravvivere senza dover soddisfare i normali bisogni fisiologici di un essere umano, come respirare, nutrirsi e dormire.
La sua potenza è tale da permettergli di tener tranquillamente testa agli esseri più fisicamente dotati della DC (come Superman, Frankeistein, Orion, Atlas ecc.). Solo l'essere più forte fisicamente dell'Universo DC, il mostro grigio Doomsday, è riuscito a batterlo facilmente. Kalibak è spesso armato di un Beta-Club, un'arma che proietta fasci di luce o raggi di fuoco e lascia le vittime in dolori agonizzanti.

## Altri media

### Televisione
- Kalibak comparve nelle ultime due incarnazioni della serie animata originale, I Superamici, dove lui e Darkseid, nella loro prima apparizione televisiva, erano doppiati entrambi da Frank Welker.
- Kalibak comparve nella serie animata Superman, in cui era doppiato da Michael Dorn.
- In Justice League, Michael Dorn riprese il suo ruolo negli episodi "Twilight". Ritornò più tardi in "La Morte di Superman" come membro della Squadra di Vendetta su Superman nel tentativo di uccidere il kryptoniano. Durante il secondo attacco, finì per confrontarsi con Lobo nella battaglia e perse quando quest'ultimo lo seppellì sotto una pila di automobili.
- In Justice League Unlimited, Nonnina Bontà comparve prima che Mr. Miracle e Big Barda salvassero Kalibak da un Pozzo-X al fine di far liberare Oberon dal suo carcere proprio da Nonnina Bontà. Con l'aiuto di Flash, liberarono Kalibak, solo per ingannarla, rivelando che Kalibak non era altri che Martian Manhunter. Flash riuscì a liberare Oberon in tempo, Nonnina Bontà fu sconfitta e Kalibak ritornò alla sua prigione sulla Terra.